# Ошма (приток Вятки)
Ошма — река в России, протекает по Мамадышскому району Республики Татарстан. Правый приток Вятки. В устье Ошмы расположен город Мамадыш.

## География
Длина реки составляет 34 км, площадь водосборного бассейна — 213 км². Ошма начинается на восточной окраине села Хасаншино, течёт на юго-восток. В селе Алкино (расположено на правом берегу) устроена запруда. Ниже на левом берегу деревня Белый Ключ, на правом — Старый Завод. Ниже на правом берегу село Верхняя Ошма, ниже в деревне Хафизовка справа впадает приток Межа. Ещё ниже на левом берегу село Нижняя Ошма, за которой Ошма уходит в овраг. Ниже оврага река протекает через посёлок совхоза «Мамадышский», в селе Красная Горка принимает правый приток Сипса в 4,3 км от устья, далее протекает по городу Мамадыш и впадает в Вятку в 17 км от устья последней.

## Данные водного реестра
По данным государственного водного реестра России относится к Камскому бассейновому округу, водохозяйственный участок реки — Вятка от города Вятские Поляны и до устья, речной подбассейн реки — Вятка. Речной бассейн реки — Кама.
Код объекта в государственном водном реестре — 10010300612111100040752.